# Русский символизм

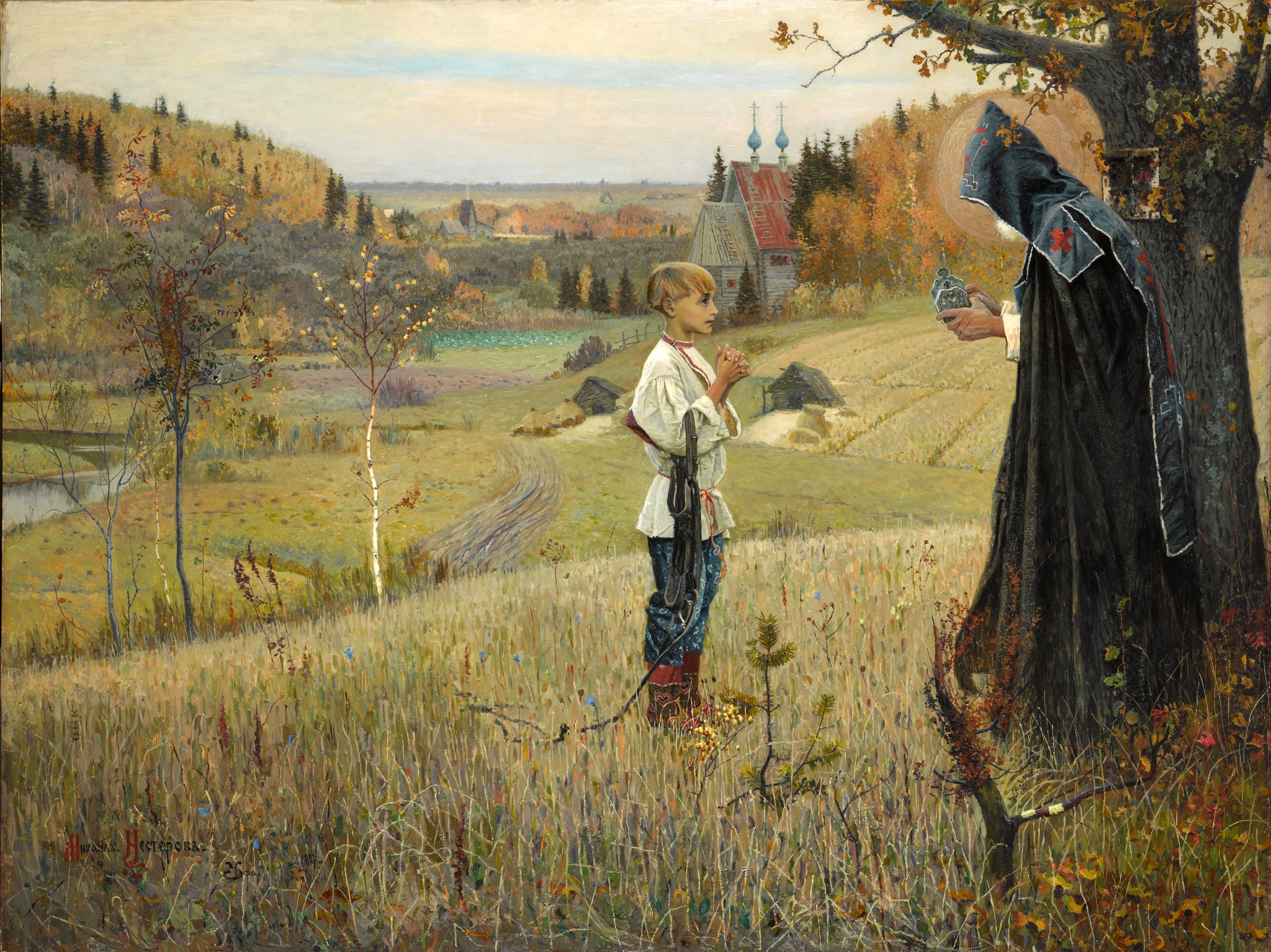
Картиной М. В. Нестерова «Видение отроку Варфоломею» (1890) часто иллюстрируют начало символистского движения.

Русский символизм — направление в литературе и искусстве России конца XIX — первой четверти XX века. Русский символизм реализуется как масштабное, значительное и оригинальное явление в культуре. Многие представители русского символизма приносят в это направление новое, зачастую не имеющее ничего общего с французскими предшественниками.
В русском символизме не было единства концепций, не существовало ни единой школы, ни единого стиля; даже среди богатого оригиналами символизма во Франции не встретишь такого разнообразия и таких не похожих друг на друга примеров. Помимо поисков новых литературных перспектив в форме и тематике, возможно, единственное, что объединяло русских символистов — это недоверие к обыденному слову, стремление выражаться посредством аллегорий и символов. «Мысль изречённая — есть ложь» — стих русского поэта Фёдора Тютчева — предшественника русского символизма.
В начале XX века символизм становится первым значительным модернистским направлением в России; одновременно с зарождением символизма в России начинается серебряный век русской литературы. В эпоху своего расцвета всё новые поэтические школы и отдельные новаторства в литературе находятся, хотя бы отчасти, под влиянием символизма — даже внешне враждебные направления (футуристы, «Кузница» и др.) во многом пользуются символистским материалом и начинают с отрицаний символизма.

## Особенности и предшественники русского символизма
Русский символизм поначалу имел в основном те же предпосылки, что и символизм западный: «кризис позитивного мировоззрения и морали» (в России — в контексте кризиса народнической культурной традиции). Главным принципом ранних русских символистов становится панэстетизм; эстетизация жизни и стремление к различным формам замещения эстетикой логики и морали. «Красота спасёт мир» — получает новое освещение. Русский символизм, активно впитывая модернистскую литературу запада, стремится поглотить и включить в круг своих тем и интересов все явления мировой культуры, которые, по представлению русских символистов, отвечают принципам «чистого», свободного искусства. Античность, возрождение, романтизм — эпохи, в которых Валерий Брюсов, Дмитрий Мережковский, Николай Минский и другие находят художников и поэтов символизма. Само искусство начинает пониматься как накопитель и сохранитель прекрасного (чистого опыта и истинного знания). «Природа создаёт недоделанных уродцев, — чародеи совершенствуют Природу и дают жизни красивый лик» (Константин Бальмонт). Но в русской литературе 2-й половины XIX века господствовали определенные принципы если не подчинения, то необходимой связи искусства с почвой, с народом, государством и пр. Поэтому первые публикации русских символистов, ещё не адаптированные к русскому духу, встретили более чем холодный приём. У следующего поколения в какой-то степени продолжается напряженная работа над интерпретациями «панэстетизма», но уже не доминирует, смешиваясь со всё более актуальными религиозно-философскими и мифотворческими исканиями.
Старшие русские символисты (1890-е годы) поначалу встречали у критики и читающей публики в основном неприятие и насмешки. Как наиболее убедительное и оригинальное явление, русский символизм заявил о себе в начале двадцатого века, с приходом нового поколения, с их интересом к народности и русской песне, с их более чутким и органичным обращением к русским литературным традициям.
Через головы своих «учителей», во многом подражателей западу, младшее поколение символистов «открывает» всё новых отечественных предшественников. Новую интерпретацию в свете символизма получают многие произведения Александр Пушкина («Пророк», «Поэт» и др.), Фёдора Тютчева (в первую очередь, «Silentium!», ставшее своеобразной манифестацией русского символизма), петербургские повести Гоголя; все глубже, масштабней и символичней предстаёт наследие Фёдора Достоевского. Раннего «представителя» символизма разглядели и в «безумном» для современников Константине Батюшкове (1787—1855).
Ещё более несомненными предшественниками символизма оказываются русские поэты XIX века, близкие к представлениям о «чистой поэзии», такие как Афанасий Фет, Яков Полонский, Аполлон Майков, Евгений Баратынский. Тютчев, указавший путь музыки и нюанса, символа и мечты, уводил русскую поэзию, по мнению символистской критики, от «аполлонических гармоний» пушкинского времени. Но именно этот путь был близок многим русским символистам.
Наконец, невозможно представить мировоззрение младших символистов без влияния личности Владимира Соловьёва. Софиология, соборность, идеал «цельного знания», стремление к объединению эпистемологии с этикой и эстетикой, культ вечной женственности, Россия и Запад, возможности религиозной модернизации и перспективы объединения церквей — некоторые из важнейших тем, которые разрабатывает молодое поколение символистов в первые годы двадцатого века под влиянием наследия Владимира Соловьёва.

### Старшие символисты
Русский символизм заявляет о себе в первой половине 1890-х годов. Отправными точками его истории обычно называют несколько публикаций; в первую очередь это: «О причинах упадка…», литературно-критическая работа Д. Мережковского и альманахи «Русские символисты», выпущенные за свой счёт студентом Валерием Брюсовым в 1894 году. Эти три брошюры (последняя книга вышла в 1895 году) были созданы двумя авторами (часто выступающими в рамках этого издания как переводчики): Валерием Брюсовым (как главный редактор и автор манифестаций и под масками нескольких псевдонимов) и его студенческим товарищем — А. Л. Миропольским.
Таким образом, Мережковский и его супруга, Зинаида Гиппиус, находились у истоков символизма в Петербурге, Валерий Брюсов — в Москве. Но наиболее радикальным и ярким представителем раннего петербургского символизма стал Александр Добролюбов, «декадентским образом жизни» в студенческие годы послуживший созданию одной из важнейших биографических легенд Серебряного века.

Миф об Александре Добролюбове, начавший складываться уже в самом раннем периоде развития русского символизма — неважно, как его называть, «дьяволическим» ли (Хансен-Леве) или «декадентским» (И. П. Смирнов), — окончательно сформировался уже в начале XX века, то есть когда сам Добролюбов уже ушел из литературы и порвал со своим привычным литературно-художественным кругом… Конечно, не одному Добролюбову приходила в голову мысль об ущербности литературного творчества по сравнению с жизнью. Так, например, Мережковский, с чьим именем также связывается возникновение символизма как направления, признавался в автобиографии, что в юности «ходил пешком по деревням, беседовал с крестьянами» и «намеревался по окончании университета „уйти в народ“, сделаться сельским учителем». О том, чтобы уехать на край света, к диким народам, не испорченным цивилизацией, позже мечтал поэт-футурист Божидар. Но только Добролюбову (и вслед за ним — поэту Леониду Семенову) удалось проявить последовательность и преодолеть условность творчества. Вторая сторона мифа — это ощущение постоянного, как бы сейчас сказали, виртуального присутствия ушедшего поэта в повседневной литературной реальности. В неоднократно цитировавшихся мемуарах Г. Иванова рассказывается, как литераторам, идущим к трамвайной остановке, чтобы отправиться в редакцию журнала «Гиперборей», повстречался мужик в картузе, в валенках, в полушубке. Его вопрос: «Скажите, господа, где помещается „Аполлон“?» — повергает в шок и вызывает в памяти образ Александра Добролюбова.
«…Этот таинственный, полулегендарный человек, — пишет Г. Иванов.— По слухам, бродит где-то в России — с Урала на Кавказ, из Астрахани в Петербург, — бродит вот так, мужиком в тулупе, с посохом — так, как мы его видели или как он почудился нам на полутемной петербургской улице <…> где-то, зачем-то бродит — уже очень долго, с начала девятисотых годов, — по России <…>

Странная и необыкновенная жизнь: что-то от поэта, что-то от Алёши Карамазова, ещё многие разные „что-то“, таинственно перепутанные в этом человеке, обаяние которого, говорят, было неотразимо».— Александр Кобринский Разговор через мертвое пространство
В Москве «Русские символисты» издаются за свой счет и встречают «холодный прием» критики; Петербургу больше повезло с модернистскими изданиями — уже в конце века там действуют «Северный вестник», «Мир искусства»… Однако Добролюбов и его друг и сокурсник по гимназии, В. В. Гиппиус, первые циклы стихов также издают на собственные средства; приезжают в Москву и знакомятся с Брюсовым. Брюсов не был высокого мнения об искусстве стихосложения Добролюбова, но сама личность Александра произвела на него сильное впечатление, оставившее след в его дальнейшей судьбе. Уже в первые годы двадцатого века, будучи редактором появившегося в Москве наиболее значительного символистского издательства «Скорпион», Брюсов опубликует стихи Добролюбова. По собственному, более позднему, признанию, на раннем этапе своего творчества наибольшее влияние из всех современников Брюсов воспринял от Александра Добролюбова и Ивана Коневского (молодой поэт, чье творчество получило высокую оценку Брюсова; погиб на двадцать четвёртом году жизни).
Самостоятельно от всех модернистских группировок — особняком, но таким, что нельзя не заметить, — создавал свой особый поэтический мир и новаторскую прозу Фёдор Сологуб (Фёдор Кузьмич Тетерников). Роман «Тяжёлые сны» писался Сологубом ещё 1880-е годы, первые стихи помечены 1878 годом. До 1890-х годов работал учителем в провинции, с 1892 года поселяется в Петербурге. С 1890-х годов в доме писателя собирается кружок друзей, нередко объединяющий авторов из разных городов и враждующих изданий. Уже в двадцатом веке Сологуб стал автором одного из самых известных русских романов этой эпохи — «Мелкий бес» (1907), вводящий в круг русских литературных персонажей жуткого учителя Передонова; а ещё позднее в России его объявляют «королём поэтов»…

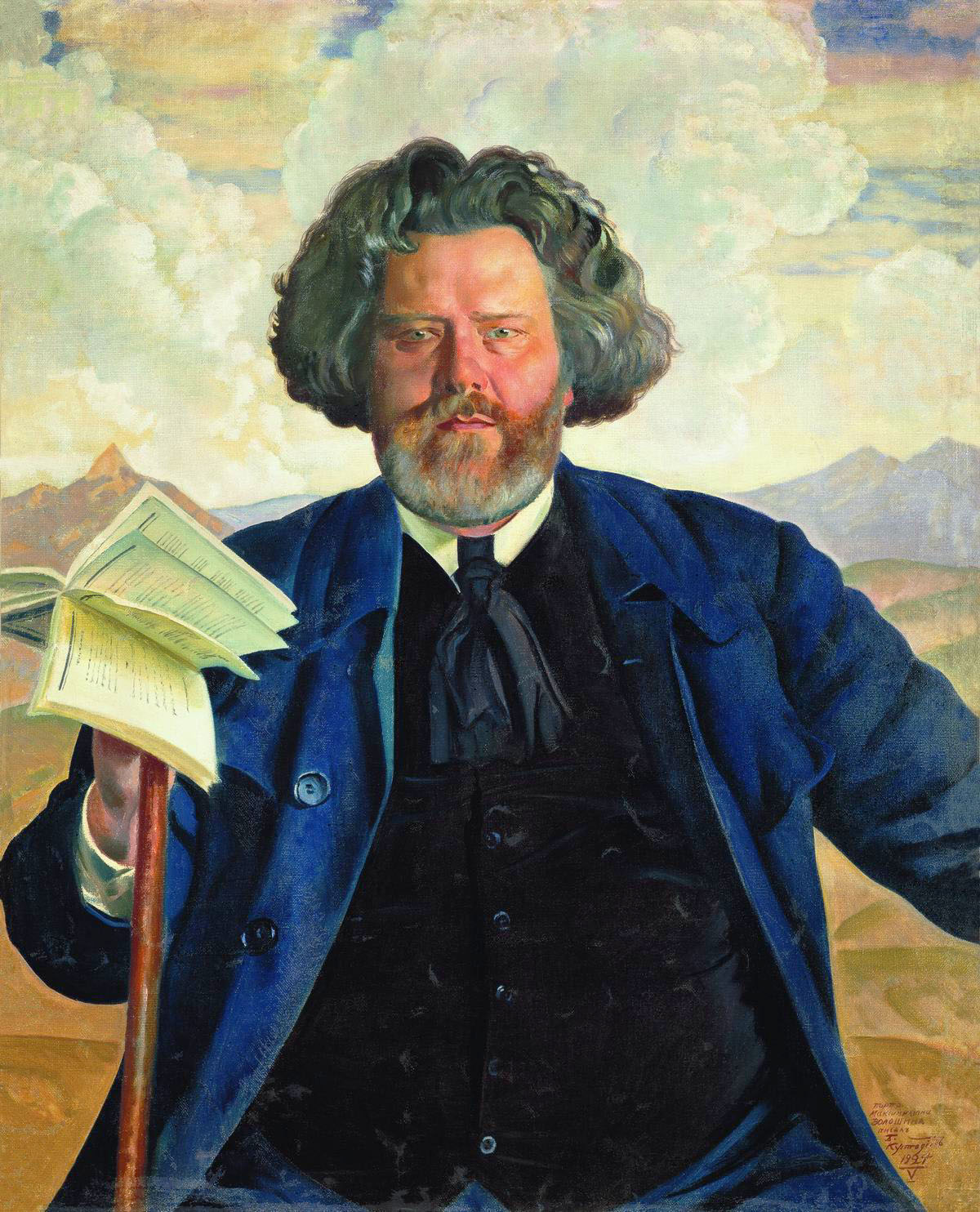
Макс Волошин. Портрет работы Бориса Кустодиева
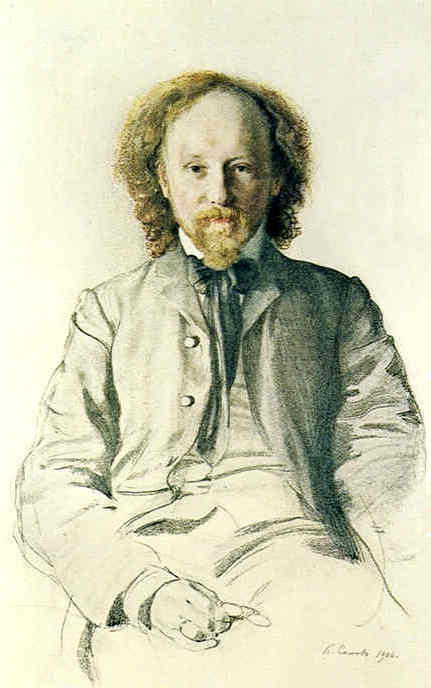
Вячеслав Иванов. Портрет работы Константина Сомова

Но, возможно, самыми читаемыми, самыми звучными и музыкальными стихами на раннем этапе русского символизма стали произведения Константина Бальмонта. Уже в конце девятнадцатого века К. Бальмонт наиболее отчетливо заявляет о свойственном символистам «поиске соответствий» между звуком, смыслом и цветом (известны подобные идеи и эксперименты у Бодлера и Рембо, а позже — у многих русских поэтов — Брюсов, Блок, Кузмин, Хлебников и др). Для Бальмонта, как например, для Верлена, этот поиск заключается в первую очередь в создании звуко-смысловой ткани текста — музыка, рождающая смысл. Увлечение Бальмонта звукописью, красочными прилагательными, вытесняющими глаголы, приводит к созданию почти «бессмысленных», по мнению недоброжелателей, текстов, но это интересное в поэзии явление приводит со временем к появлению новых поэтических концепций (звукопись, заумь, мелодекламация); Бальмонт очень плодотворный автор — более тридцати книг стихов, переводы (Шота Руставели, У. Блэйк, Э. По, индийская поэзия и другое), многочисленные статьи.
Я — изысканность русской медлительной речи,
Предо мною другие поэты — предтечи,
Я впервые открыл в этой речи уклоны,
Перепевные, гневные, нежные звоны.
К. Бальмонт

### Младосимволисты (второе «поколение» символистов)
Младшими символистами в России называют в основном литераторов, выступающих с первыми публикациями в 1900-е годы. Среди них были и действительно очень юные авторы, как Сергей Соловьёв, А. Белый, А. Блок, Эллис, и люди весьма солидные, как директор гимназии И. Анненский, учёный Вячеслав Иванов, музыкант и композитор М. Кузмин. В первые годы столетия представители юного поколения символистов создают романтически окрашенный кружок, где зреет мастерство будущих классиков, ставший известным под названием «Аргонавты» или аргонавтизм.

Подчеркиваю: в январе 1901 года заложена опасная в нас «мистическая» петарда, породившая столькие кривотолки о «Прекрасной Даме»… Состав кружка аргонавтов, в те годы студентов, — незауряден… Лев Львович Кобылинский («Эллис»), в те же годы примкнувший к нам и ставший душою кружка; он был литературно и социологически образован; изумительный импровизатор и мим… С. М. Соловьёв, гимназист шестого класса, удивляющий Брюсова, юный поэт, философ, богослов…
…Эллис назвал кружком аргонавтов его, приурочив к древнему мифу, повествующему о путешествии на корабле «Арго» группы героев в мифическую страну: за золотым руном… «аргонавты» не имели никакой организации; в «аргонавтах» ходил тот, кто становился нам близок, часто и не подозревая, что «аргонавт»… Блок почувствовал себя «аргонавтом» во время краткой жизни в Москве…

…и тем не менее «аргонавты» оставили некоторый след в культуре художественной Москвы первого десятилетия начала века; они сливались с «символистами», считали себя по существу «символистами», писали в символических журналах (я, Эллис, Соловьёв), но отличались, так сказать, «стилем» своего выявления. В них не было ничего от литературы; и в них не было ничего от внешнего блеска; а между тем ряд интереснейших личностей, оригинальных не с виду, а по существу, прошел сквозь аргонавтизм…— Андрей Белый, «Начало века». — С. 20—123.
В Петербурге начала века на звание «центра символизма» более всего, пожалуй, подходит «башня» Вяч. Иванова (см.также Академия стиха), — знаменитая квартира на углу Таврической улицы, среди обитателей которой в разное время были Андрей Белый, М. Кузмин, В. Хлебников, А. Р. Минцлова, которую посещали А. Блок, Н. Бердяев, А. В. Луначарский, А. Ахматова, «мирискусстники» и спиритуалисты, анархисты и философы. Знаменитая и загадочная квартира: о ней рассказывают легенды, исследователи изучают здесь проходившие собрания тайных сообществ (Гафизиты, теософы и др.), жандармы устраивали здесь обыски и слежки, в этой квартире впервые публично прочитали свои стихи большинство знаменитых поэтов эпохи, здесь в течение нескольких лет одновременно жили сразу трое совершенно уникальных литераторов, чьи произведения нередко представляют увлекательные загадки для комментаторов и предлагают читателям неожиданные языковые модели — это неизменная «Диотима» салона, супруга Иванова, Л. Д. Зиновьева-Аннибал, композитор Кузмин (автор романсов сначала, позднее — романов и поэтических книг), и — конечно хозяин. Самого хозяина квартиры, автора книги «Дионис и дионисийство», называли «русским Ницше». При несомненной значимости и глубине влияния в культуре, Вяч. Иванов остается «полузнакомым континентом»; отчасти это связано с его длительными пребываниями за границей, а отчасти — со сложностью его поэтических текстов, кроме всего, требующих от читателя редко встречаемой эрудиции.
В Москве 1900-х годов авторитетным центром символизма без колебаний называют редакцию издательства «Скорпион», где несменным главным редактором сделался Валерий Брюсов. В этом издательстве готовили выпуски самого известного символистского периодического издания — «Весы». Среди постоянных сотрудников «Весов» были Андрей Белый, К. Бальмонт, Юргис Балтрушайтис; регулярно сотрудничали и другие авторы — Фёдор Сологуб, А. Ремизов, М. Волошин, А. Блок и т. д., издавалось много переводов из литературы западного модернизма. Существует мнение, что история «Скорпиона» — это история русского символизма, но, вероятно, это всё же преувеличение.

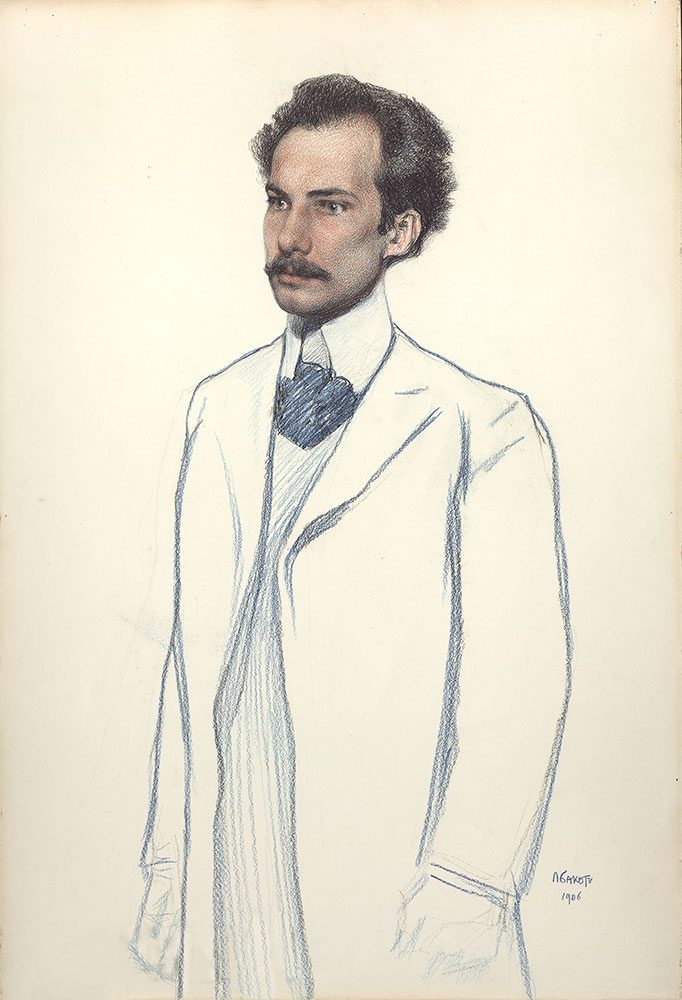
Андрей Белый. Портрет работы Льва Бакста
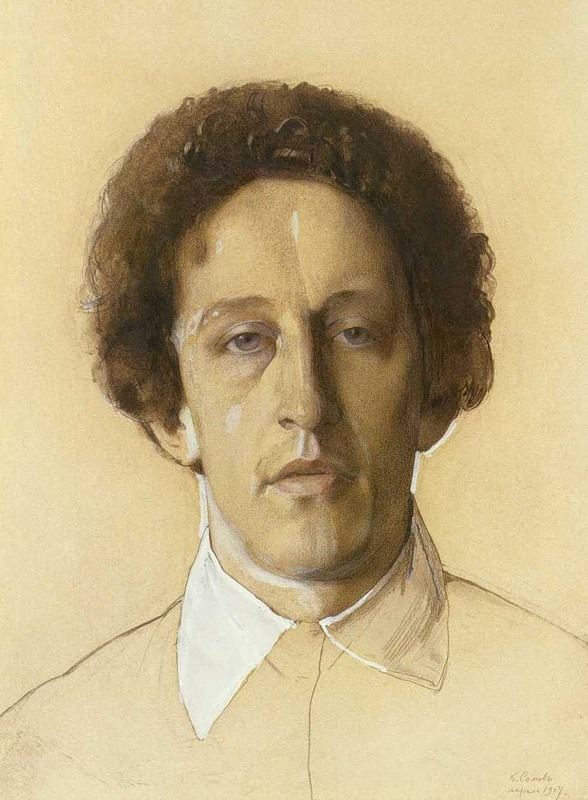
Александр Блок. Портрет работы Константина Сомова (1907)

"На содержание русского символизма (особенно во младшем поколении) заметно повлияла философия Вл. Соловьёва. Как выразился Вяч. Иванов в письме к А. Блоку: «Соловьёвым мы таинственно крещены». Источником вдохновения для русских символистов часто служил образ Святой Софии. Святая София Соловьёва — одновременно ветхозаветная премудрость и платоновская идея мудрости, Вечная Женственность и Мировая Душа, «Дева Радужных Ворот» и Непорочная Жена; — это тонкое незримое духовное начало, пронизывающее мироздание. Культ Софии трепетно восприняли А. Блок, А. Белый, С. Соловьёв. А. Блок называл Софию Прекрасной Дамой, М. Волошин видел её воплощение в легендарной царице Таиах. Псевдоним А. Белого (Б. Бугаева) предполагал посвящение Вечной Женственности. Младшим символистам была созвучна соловьёвская обращенность к незримому, «несказанному» как истинному источнику бытия. Стихотворение Соловьёва «Милый друг» воспринималось как девиз «аргонавтов», как свод их идеалистических настроений:
Милый друг, иль ты не видишь,
Что все видимое нами —
Только отблеск, только тени
От незримого очами?
Милый друг, иль ты не слышишь,
Что житейский шум трескучий —
Только отклик искаженный
Торжествующих созвучий?

## Русский символизм и декадентство
Сейчас мы не путаем эти понятия, но для многих в России начала двадцатого века это были едва ли не синонимы. В крупнейших энциклопедиях того времени, пытаясь получить разъяснения о понятии «декаданс», мы можем встретить отсылку к статье «Символизм». Аналогично ЭСБЕ начинает статью «Символисты» словами: «...также декаденты — представители новейшего течения…».
Примеры поэтического декаданса в России можно встретить в ранних произведениях В. Брюсова, например, «Творчество» — стихотворение, которое, по мнению Вл. Соловьёва, является декадентским перлом и совершенно лишено всякого смысла —

Творчество
Тень несозданных созданий
Колыхается во сне,
Словно лопасти латаний
На эмалевой стене.
Фиолетовые руки
На эмалевой стене
Полусонно чертят звуки
В звонко-звучной тишине.
И прозрачные киоски,
В звонко-звучной тишине,
Вырастают, словно блестки,
При лазоревой луне.
Всходит месяц обнаженный
При лазоревой луне…
Звуки реют полусонно,
Звуки ластятся ко мне.
Тайны созданных созданий
С лаской ластятся ко мне,
И трепещет тень латаний
На эмалевой стене.
и во многих стихотворениях З. Гиппиус (часто цитируют иллюстративное стихотворение «Всё кругом»). Нередко усматриваются черты декадентства в своеобразном мифологическом символизме поэтического мира Ф. Сологуба. Часто говорится о «преодолении декадентства» младшими символистами; однако, строго говоря, в них можно разглядеть черты романтиков, но не найдётся ни одного декадента.
В России, как и во Франции, символизм, а в особенности — декаданс, порождают мифы и питаются легендами. В Западной Европе декадентство формируется в основном среди потомков представителей старой феодальной аристократии. Легендарным представителем французского декадентства можно назвать графа Робера де Монтескью, ставшего прототипом для Дезэсента — главного персонажа «библии декадентства», романа Гюисманса «Наоборот». В России, пожалуй, единственной легендарной фигурой декадентства стал Александр Добролюбов, племянник знаменитого деятеля народнической литературы, из семьи с сильными народническими, и даже филантропично-подвижническими традициями (например, Мария Добролюбова). Несколько месяцев своей жизни, будучи студентом, он жил в комнате с черными стенами, курил опиум и писал соответствующие стихи под влиянием западных веяний того времени. Но Добролюбов скоро ощутил беспочвенность таких экспериментов и совершил крутой поворот в своем мировоззрении и в своей жизни; в последующие несколько десятилетий своей жизни он осуждает декаданс и никогда более к нему не возвращается. Добролюбов порывает с миром литературы и уходит в народ; и это только заостряет и ускоряет создание декаденстского мифа; это позволяет соовременникам, в основном ничего не знающим о дальнейшей судьбе Александра, создавать рассказы, напоминающие литературные мифы Франции, называть его «русским Рембо» и пр. В действительности дальнейшая судьба Добролюбова — это религиозное и трудовое подвижничество, не имеющее отношения ни к декадентству, ни к символизму; ключевые подробности этой судьбы стали известны лишь в 2000-е годы.

## Символизм в русском искусстве
Символизм был многосторонним явлением культуры и охватывал не только литературу, но и музыку, театр, и изобразительное искусство. Основные мотивы этого течения просматриваются в творчестве таких выдающихся композиторов как Александр Скрябин, Сергей Рахманинов, Игорь Стравинский и др. Художественный журнал «Мир искусства» под руководством С. П. Дягилева становится не только ярчайшим журналом об искусстве в России, но и мощнейшим средством продвижения русской культуры в Европе посредством организации международных выставок и публикации репродукций произведений русского искусства в европейской прессе. Этот журнал базировался на творчестве основоположников — группы молодых художников: А. Бенуа, Л. Бакстa, М. Добужинского. Кроме названных с этим журналом в разное время сотрудничали В. Борисов-Мусатов, М. Врубель и другие.
Каждый ныне известный представитель символистского течения имел свой путь к нему, и творчество всех символистов не всегда можно объединить какой-то одной характерной чертой. В своём творчестве символисты стремились к созданию сложной, ассоциативной метафоры, абстрактной и иррациональной. Это желание «того, чего нет на свете» у Гиппиус, «звонко-звучная тишина» у Брюсова, «И светлых глаз темна мятежность» у Вяч. Иванова, «бездна разорванной в клочья лазури» у Блока, «сухие пустыни позора» у А. Белого. Символисты определяли понятие «символ» как тот знак который соединяет две реальности, два мира — земного и небесного, и связь эта устанавливается только чувствами, интуитивно, иррационально. Брюсов называл символизм «поэзией намеков». Белый подходил к этому явлению более широко: он воспринимал символизм как modus cogitandi (образ мышления) и как modus vivendi (образ жизни), и этому посвятил ряд статей, которые впоследствии были включены в книгу «Символизм как миропонимание». Представители этого течения считали, что только искусство помогает достичь идеалов, приобщиться к царству души. Роль поэта символиста они возводили к тому, что он творец новой жизни, пророк, он помогает создать нового человека. Миссию поэта символисты считали самой высокой на земле, так как искусство для них было выше всех сфер человеческой жизни.
Речь об упадке символизма как единого течения зашла в 1910 году. Все его представители продолжали плодотворно трудиться, творить, но примерно с этого времени их пути, в том числе и творческие, начали расходиться: они стали больше ориентироваться на собственное творчество. Но это не стало смертью символизма, как предполагали многие. Символизм оказал огромное воздействие на литературу и искусство последующих поколений и заложил множество творческих традиций, которым следуют и по сей день.